# Стара Башка
Стара Башка (хорв. Stara Baška) — населений пункт у Хорватії, в Приморсько-Горанській жупанії у складі громади Пунат.

## Населення
Населення за даними перепису 2011 року становило 113 осіб.
Динаміка чисельності населення поселення:

## Клімат
Середня річна температура становить 13,31 °C, середня максимальна – 27,00 °C, а середня мінімальна – -0,17 °C. Середня річна кількість опадів – 1151 мм.
| Клімат поселення                              | Клімат поселення | Клімат поселення | Клімат поселення | Клімат поселення | Клімат поселення | Клімат поселення | Клімат поселення | Клімат поселення | Клімат поселення | Клімат поселення | Клімат поселення | Клімат поселення | Клімат поселення |
| Показник                                      | Січ.             | Лют.             | Бер.             | Квіт.            | Трав.            | Черв.            | Лип.             | Серп.            | Вер.             | Жовт.            | Лист.            | Груд.            |                  |
| Середній максимум, °C                         | 8,93             | 9,60             | 11,73            | 15,73            | 21,70            | 25,93            | 27,00            | 26,30            | 21,40            | 17,13            | 12,07            | 9,03             |                  |
| Середня температура, °C                       | 4,37             | 5,03             | 7,20             | 11,13            | 17,13            | 21,40            | 23,80            | 23,10            | 18,20            | 13,90            | 8,87             | 5,80             |                  |
| Середній мінімум, °C                          | −0,17            | 0,47             | 2,60             | 6,57             | 12,53            | 16,83            | 20,53            | 19,83            | 14,93            | 10,67            | 5,63             | 2,53             |                  |
| Норма опадів, мм                              | 92               | 77               | 79               | 81               | 78               | 83               | 47               | 68               | 132              | 151              | 148              | 115              |                  |
| Середньомісячна швидкість вітру, м/с          | 3.00             | 3.17             | 3.20             | 3.00             | 2.70             | 2.57             | 2.57             | 2.57             | 2.70             | 2.93             | 3.33             | 3.30             |                  |
| Середньомісячна сонячна радіація, кДж/м²·день | 4447             | 7176             | 10610            | 15277            | 19787            | 21503            | 23052            | 19973            | 14406            | 9150             | 4853             | 3750             |                  |
| --------------------------------------------- | ---------------- | ---------------- | ---------------- | ---------------- | ---------------- | ---------------- | ---------------- | ---------------- | ---------------- | ---------------- | ---------------- | ---------------- | ---------------- |
| Джерело:                                      |                  |                  |                  |                  |                  |                  |                  |                  |                  |                  |                  |                  |                  |